# Melbeck
Melbeck è un comune di 3.363 abitanti della Bassa Sassonia, in Germania.
Appartiene al circondario (Landkreis) di Luneburgo (targa LG) ed è parte della comunità amministrativa (Samtgemeinde) di Ilmenau.